# Улошково
Улошково — деревня в Шекснинском районе Вологодской области.
Входит в состав сельского поселения Чуровского, с точки зрения административно-территориального деления — в Чуровский сельсовет.
. Ближайшие населённые пункты — Борисово, Пограево, Чуровское, Игумново, Разбуй.
По переписи 2002 года население — 31 человек (13 мужчин, 18 женщин). Преобладающая национальность — русские (97 %).